# The Hunch
The Hunch er en amerikansk stumfilm fra 1921 af George D. Baker.

## Medvirkende
- Gareth Hughes som J. Preston Humphrey
- Ethel Grandin som Barbara Thorndyke
- John Steppling som John C. Thorndyke
- Edward Flanagan som George Taylor
- Harry Lorraine som Henry Clay Greene
- Gale Henry som Minnie Stubbs
- William H. Brown som Hodges